# Article 95 de la Constitution belge
L'article 95 de la Constitution belge fait partie du titre III Des pouvoirs. Il traite de la vacance du trône.
Il date du 7 février 1831 et était à l'origine — sous l'ancienne numérotation — l'article 85. Il n'a jamais été révisé.

## Texte
« En cas de vacance du trône, les Chambres, délibérant en commun, pourvoient provisoirement à la régence, jusqu'à la réunion des Chambres intégralement renouvelées ; cette réunion a lieu au plus tard dans les deux mois. Les Chambres nouvelles, délibérant en commun, pourvoient définitivement à la vacance. »

## Histoire
Le trône ne s'étant jamais retrouvé vacant, cette procédure n'a jamais eu à s'appliquer.